# 斯溫納氏妊麗魚
斯溫納氏妊麗魚，為輻鰭魚綱鱸形目隆頭魚亞目慈鯛科的其中一種，分布於非洲莫三比克Buzi河流域，體長可達9.5公分，棲息在中底層水域，生活習性不明。